# Villaggio olimpico di Monaco di Baviera

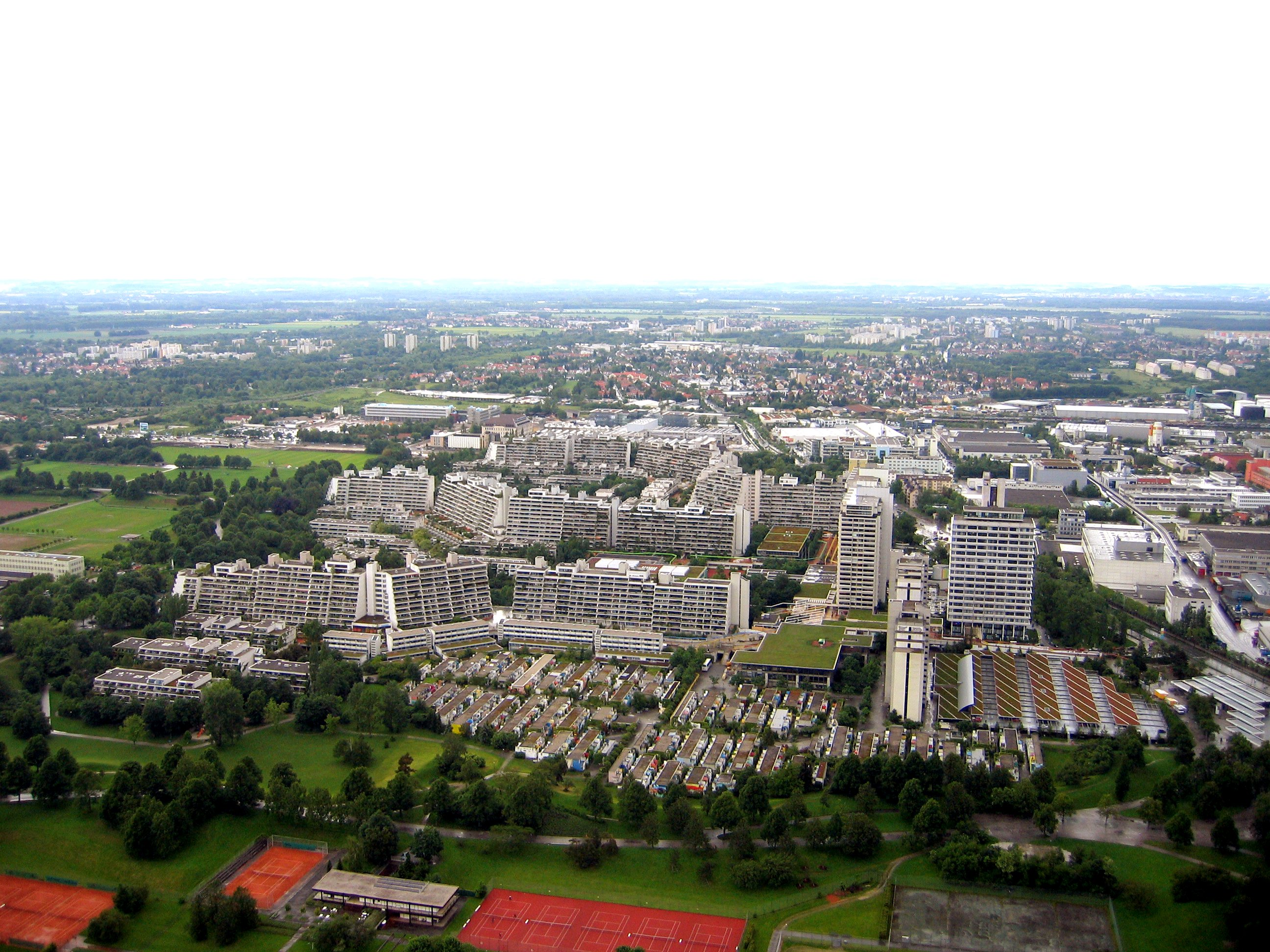
Il villaggio olimpico visto dalla Torre olimpica.

Il Villaggio olimpico (in tedesco: Olympisches Dorf) è un quartiere della città di Monaco di Baviera, facente parte dell'XI Stadtbezirk, Milbertshofen-Am Hart.

## Storia del quartiere e sua situazione attuale
Il Villaggio olimpico (in tedesco: Olympisches Dorf) fu costruito per le Olimpiadi estive del 1972 a Monaco di Baviera, in Germania, e fu utilizzato per ospitare gli atleti durante i giochi. 
La sua progettazione fu affidata allo studio "Heinle, Wischer & Partner".
Divenne tristemente noto per essere stato teatro del massacro di Monaco.
Gli appartamenti vennero successivamente messi in vendita al pubblico, e sono tuttora abitati.
La concezione del quartiere risulta estremamente moderna: la parte vivibile del quartiere è costituita da un piano rialzato interamente pedonalizzato sul quale affacciano i negozi del Ladenzentrum e gli androni condominiali; le auto possono accedere solo sotto tale piano, dove sono situati anche i parcheggi del quartiere. Gran parte degli appartamenti è dotata di ampi terrazzi- elemento non così frequente, in Germania- e molti condomini sono stati concepiti in modo da essere privi di barriere architettoniche.
Nel complesso, il Villaggio olimpico è arricchito da numerosi spazi dedicati al verde.
Attualmente, nel quartiere risiedono circa 6.100 abitanti.

## Il cd. Villaggio Studentesco
L'estremità meridionale del villaggio olimpico, costituito da una torre e da una serie di "bungalows" ad un piano, fu originariamente destinata a sezione femminile del Villaggio olimpico. Fu progettato dagli architetti Günther Eckert und Werner Wirsing.
Attualmente è utilizzato dall'Opera studentesca di Monaco (Studentenwerk München) come residenze studentesche; viene pertanto a costituire una sorta di "villaggio studentesco" (in tedesco Studentenviertel auf dem Oberwiesenfeld o Studentendorf). Negli ultimi anni, sono stati avanzati progetti di demolizione.
La notte del 4 agosto 2007 una festa studentesca si è tramutata in una piccola rivolta, che ha portato a pesanti vandalismi e alla distruzione di due abitazioni, date alle fiamme. In quella notte, furono inviati 150 poliziotti per tenere sotto controllo la situazione.

## Il centro ecumenico
Per meglio ricevere gli atleti di tutto il mondo, il Villaggio olimpico fu dotato di numerosi luoghi di culto: in primis, di un vasto e moderno Centro Ecumenico che accogliesse, sotto lo stesso tetto- a sottolineare il carattere ecumenico ed interreligioso che, appunto, si intendeva e si intende attribuire alla struttura- la parrocchia cattolica di Frieden Christi ("la Pace di Cristo") e quella evangelica dell'Olympiakirche, facente parte del "circondario parrocchiale" (Kirchengemeinde) del Santo Spirito (Heilig Geist).
Poco distante dal centro ecumenico- sulla Straßbergerstraße- si trova l'edificio che ospita gli uffici parrocchiali e le abitazioni dei due parroci.
In una piccola sala ove oggi è situato l'asilo cattolico del quartiere, inoltre, era ospitata una Moschea.